# Dream State
Dream State is een Welshe posthardcore band uit South Wales, opgericht in 2014. De band is getekend bij het Australische platenlabel UNFD en debuteerde in 2015 met hun ep Consequences. In oktober 2019 kwam hun eerste studioalbum Primrose Path uit.

## Bandleden

### Huidige leden
- Rhys Wilcox - gitaar, zang (2017-heden)

### Voormalige leden
- Sam Harrison-Little - gitaar, zang (2014-2017)
- Danny Rayer - basgitaar (2014-2019)
- Jamie Lee - drums (2014-2020)
- Charlotte-Jayne Gilpin - zang (2014-2021)
- Aled Evans - gitaar (2014-2021)

## Discografie
Studioalbum
- Primrose Path (2019)

Ep's
- Consequences (2015)
- Recovery (2018)